# Hàn Dũ
Hàn Dũ (chữ Hán: 韓愈, 768 - 25/12/824) tự Thoái Chi 退之, sinh tại đất Hà Dương, Hà Nam, Trung Quốc (nay thuộc Mạnh Châu, tỉnh Hà Nam); tổ phụ người đất Xương Lê (nay thuộc Hà Bắc, có thuyết nói thuộc huyện Nghĩa, Liêu Ninh) nên ông thường tự xưng là Hàn Xương Lê (韩昌黎), làm quan về đời vua Đường Hiến Tông (806 - 820) tới Binh bộ thị lang, Lại bộ thị lang.

## Tiểu sử
Hàn Dũ sinh ra trong một gia đình có học. Khi còn bé thì mẹ đã mất. Năm ông lên 2 tuổi thì cha cũng mất. Ông sống cùng anh trai là Hàn Hội (tức Hàn Lão Thành). Khi anh ông đi làm quan thì ông cũng được đi theo tới kinh đô và Thiều Châu. Năm 781, Hàn Hội mắc bệnh mà chết nên ông cùng chị dâu họ Trịnh quay trở về quê nhà tại Hà Dương, sau chuyển tới Tuyên Thành. Ông cùng cháu của Hàn Hội đều do một tay Trịnh thị nuôi dưỡng lên người, tình nghĩa giữa ông và cháu của Hàn Hội như chân với tay.
Năm lên 6 ông bắt đầu đọc sách, đến năm 12 tuổi đã có khả năng sáng tác văn chương. Năm Trinh Nguyên thứ 2 (786) ông tới Trường An dự thi nhưng ba lần đều không đỗ. Cuối cùng, vào kỳ thi năm Trinh Nguyên thứ 8 (792), ông đỗ tiến sĩ và ứng thi vào Lại bộ nhưng cũng không trúng ba lần. Đến năm Trinh Nguyên thứ 11 (795) mới được tiến cử.
Năm Trinh Nguyên thứ 12 (796), tại Biện Châu có loạn. Ông theo tiết độ sứ Đổng Tấn tới đây đảm nhận chức quan quan sát thôi quan. Sau khi Đổng Tấn chết, ông được chuyển sang Vũ Ninh làm tiết độ thôi quan dưới trướng tiết độ sứ Trương Kiến Phong. Sau khi Trương Kiến Phong chết, ông chuyển về Lạc Dương.
Năm Trinh Nguyên thứ 17 (801), ông đảm nhận chức tứ môn đại phu tại Quốc tử giám. Hai năm sau, ông nhận chức Giám sát Ngự sử. Nhân Quan Trung bị hạn hán kéo dài, ông đã dâng biểu "Ngự sử đài thượng luận thiên hạn nhân cơ trạng". Do ông hặc tội quốc thích là Kinh triệu doãn Lý Thực nên bị biếm làm huyện lệnh Dương Sơn. Cùng năm đó, cháu của Hàn Hội chết, ông viết Tế thập nhị lang văn. Năm Nguyên Hòa thứ 6 (811), ông nhận chức Quốc tử Đại phu, có sáng tác Tiến học giải đưa cho Bùi Độ thưởng thức và được cất nhắc lên làm Lang trung Lễ bộ. Năm 815 cùng Bùi Độ chinh phạt Hoài Tây, nhờ có công lao được cất nhắc làm Thị lang Hình bộ, viết bia Bình Hoài Tây.
Năm Nguyên Hòa thứ 14 (819), nhân việc Đường Hiến Tông cho rước xương Phật vào cung để thờ, Hàn dâng biểu can gián. Vua Hiến Tông cả giận hạ lệnh đem Hàn Dũ ra xử tử. May nhờ có các quan như Bùi Độ và Thôi Quần hết sức kêu xin, Hàn mới thoát khỏi tội chết, bị giáng chức xuống làm thứ sử ở Triều Châu, một nơi xa xôi hẻo lánh, khổ sở.
Sau khi Đường Mục Tông lên ngôi, ông được triệu hồi về kinh, lần lượt đảm nhận các chức vụ như Quốc tử giám Tế tửu, Thị lang Binh bộ, Thị lang Lại bộ, Kinh triệu doãn kiêm Ngự sử Đại phu. Vì thế người ta gọi ông là Hàn Lại bộ. Năm 824, ông bị bệnh mà chết. Đến năm Nguyên Phong thời nhà Tống, ông được truy phong là Xương Lê bá. Hiện tại, ở trấn Tây Quắc, huyện cấp thị Mạnh Châu còn mộ của ông tại Hàn trang.

## Triết học
Hàn Dũ là người tôn sùng Nho giáo, đả kích Phật giáo, vì cho rằng Phật giáo xoá bỏ nghĩa vua tôi, cha con, chồng vợ. 

## Văn học
Hàn Dũ là người chủ trương Văn dĩ tải đạo kiểu Nho giáo, có xu hướng bảo thủ. Ông là nhân vật tiêu biểu cổ súy phong trào cổ văn đời Đường.
| Đường Tống bát đại gia                                                                                     |
| --- |
| Hàn Dũ \| Liễu Tông Nguyên \| Âu Dương Tu \| Tô Tuân \| Tô Thức \| Tô Triệt \| Vương An Thạch \| Tằng Củng |